# Конвой № 1123
Конвой № 1123 — японський конвой часів Другої світової війни, проведення якого відбувалось у лютому 1944 року.
Конвой сформували на атолі Трук (нині Чуук) у східній частині Каролінських островів, де була потужна база японського ВМФ, а місцем призначення конвою був Рабаул — головна передова база в архіпелазі Бісмарка, з якої безпосередньо провадились операції на Соломонових островах та сході Нової Гвінеї.
До складу конвою увійшов транспорт «Кокай-Мару», який охороняли есмінці «Мінадзукі» та «Юдзукі». 12 лютого кораблі вийшли з Труку, а 17 лютого успішно досягнули Рабаула, хоча на той час комунікації архіпелагу Бісмарка перебували під активним впливом ворожих підводних човнів та авіації.
Існують також дані, що до складу конвою входили мисливець за підводними човнами CH-22 та транспорт «Кова-Мару», місцем призначення якого була друга за значенням база в архіпелазі — Кавіенг на острові Нова Ірландія. Утім, так само зазначається, що Кова-Мару вийшов з Труку 10 лютого, а прибув до Кавієнгу 13 лютого.
Також можливо відзначити, що вже 17—18 лютого база на Труку буде розгромлена внаслідок рейду авіаносного з'єднання, а обидва названі вище транспорти загинуть при спробі полишити архіпелаг Бісмарка у складі конвою O-003. Водночас есмінцям «Мінадзукі» та «Юдзукі» вдасться наприкінці лютого полишити Рабаул та прибути на Палау.